# Ceremuha, Rujîn
Ceremuha (în ucraineană Черемуха) este un sat în comuna Holubivka din raionul Rujîn, regiunea Jîtomîr, Ucraina.

## Demografie
Componența lingvistică a localității Ceremuha
     Ucraineană (98,77%)
     Rusă (1,23%)
Conform recensământului din 2001, majoritatea populației localității Ceremuha era vorbitoare de ucraineană (98,77%), existând în minoritate și vorbitori de rusă (1,23%).